# Toronto Raptors 1995-1996
La stagione 1995-95 dei Toronto Raptors fu la 1ª nella NBA per la franchigia.
I Toronto Raptors arrivarono ottavi nella Central Division della Eastern Conference con un record di 21-61, non qualificandosi per i play-off.

## Roster
| N° | Naz.                   | Ruolo | Sportivo          | Anno | Alt. | Peso |
| -- | ---------------------- | ----- | ----------------- | ---- | ---- | ---- |
| 3  | Croazia (bandiera)     | C     | Žan Tabak         | 1970 | 213  | 111  |
| 4  | Italia (bandiera)      | G     | Vincenzo Esposito | 1969 | 191  | 90   |
| 7  | Stati Uniti (bandiera) | G     | Alvin Robertson   | 1962 | 191  | 84   |
| 9  | Stati Uniti (bandiera) | A     | Tony Massenburg   | 1967 | 206  | 100  |
| 9  | Stati Uniti (bandiera) | AC    | Sharone Wright    | 1973 | 211  | 118  |
| 13 | Stati Uniti (bandiera) | GA    | Doug Christie     | 1970 | 198  | 91   |
| 20 | Stati Uniti (bandiera) | G     | Damon Stoudamire  | 1973 | 178  | 78   |
| 22 | Stati Uniti (bandiera) | AC    | John Salley       | 1964 | 211  | 104  |
| 23 | Stati Uniti (bandiera) | A     | Dwayne Whitfield  | 1972 | 206  | 109  |
| 24 | Stati Uniti (bandiera) | G     | Jimmy King        | 1973 | 196  | 95   |
| 30 | Stati Uniti (bandiera) | C     | Oliver Miller     | 1970 | 206  | 127  |
| 32 | Stati Uniti (bandiera) | AC    | Herb Williams     | 1958 | 208  | 110  |
| 33 | Stati Uniti (bandiera) | AC    | Carlos Rogers     | 1971 | 211  | 100  |
| 35 | Stati Uniti (bandiera) | A     | Tracy Murray      | 1971 | 201  | 102  |
| 40 | Stati Uniti (bandiera) | GA    | Willie Anderson   | 1967 | 201  | 86   |
| 44 | Stati Uniti (bandiera) | A     | Martin Lewis      | 1975 | 196  | 95   |
| 52 | Stati Uniti (bandiera) | C     | Dan O'Sullivan    | 1968 | 208  | 113  |
| 54 | Stati Uniti (bandiera) | A     | Ed Pinckney       | 1963 | 206  | 88   |
| 55 | Stati Uniti (bandiera) | AC    | Acie Earl         | 1970 | 208  | 109  |

## Staff tecnico
- Allenatore: Brendan Malone
- Vice-allenatori: John Shumate, Darrell Walker, Bob Zuffelato